# (13556) 1992 OY7
(13556) 1992 OY7 là một tiểu hành tinh vành đai chính. Nó được phát hiện bởi Henri Debehogne và Álvaro López-García ở Đài thiên văn La Silla ở Chile ngày 21 tháng 7 năm 1992.